# 摩耶索道

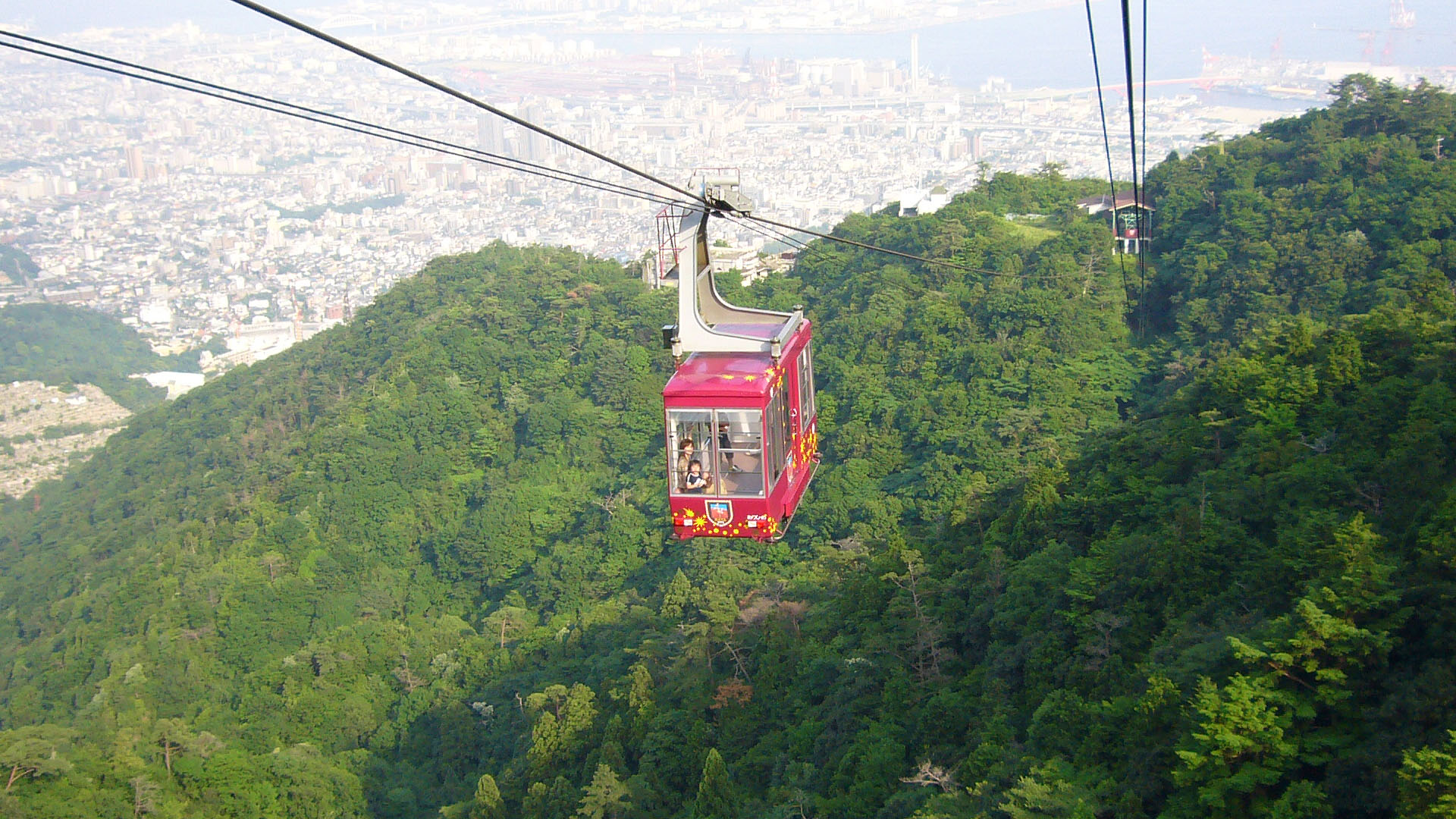
摩耶索道「織姬」

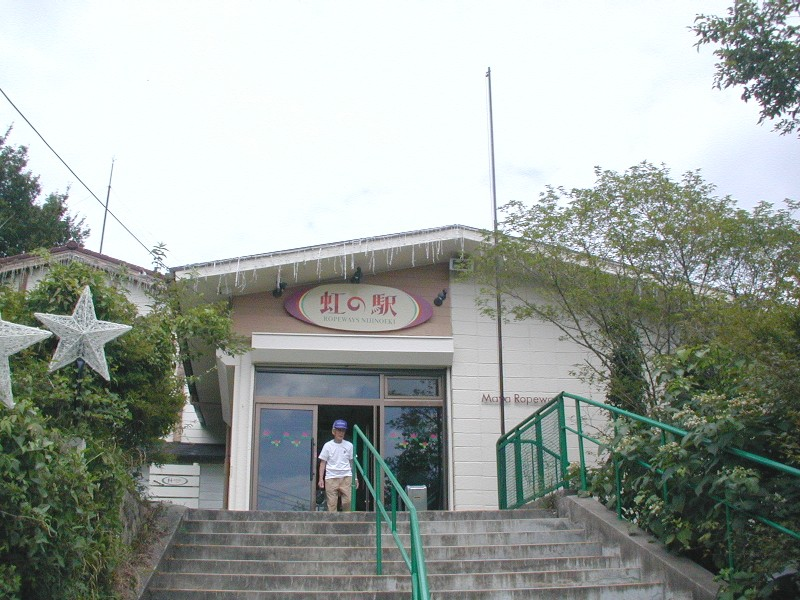
鄰接摩耶纜車的索道車站（虹之站）

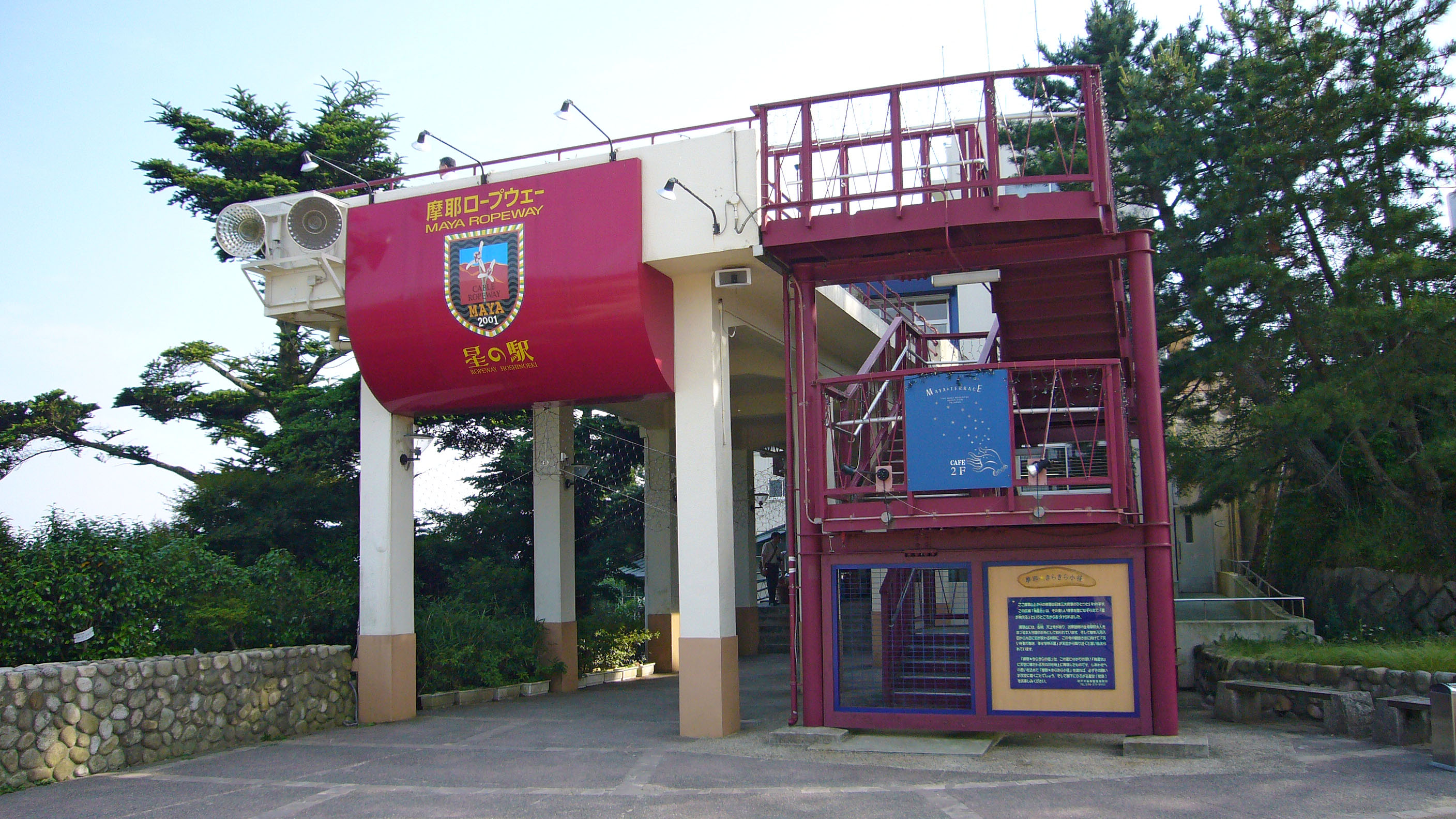
位於掬星台的星之站

摩耶索道（日语：／）是一條位於兵庫縣神戶市灘區摩耶山上，由神戶房屋及城市發展公社經營的索道。

## 概要
索道連接摩耶山山腰的虹之站至山頂的星之站。與摩耶纜索線成為摩耶View Line之官方愛稱。從前的愛稱為摩耶View Line夢散歩，近年已經較少出現使用該愛稱。通常不會以漢字表記まやロープウェー。
在摩耶山山頂星之站附近的掬星台觀景台上可遠眺神戶的夜景，被稱為「1000萬元的夜景」。在該站步行十分鐘可到達供奉釋迦牟尼的母親摩耶夫人忉利天上寺。該站附近也設有SUN電視台發射站。

## 路線數據
- 車站數目：2個（包括起終點站）
- 傾斜長度：856.56米
- 高低差：222.23米
- 最高行走速度：每秒3.6米
- 柱數目 - 1個
- 吊車載客量 - 29人×2架
- 主要發動機 - 75kW三相電機
- 所需時間 - 5分鐘

## 運行形態
- 與摩耶纜索線一樣，每20分鐘一班，檢票服務在出發前2分鐘開始進行。
- 在多客時期會增加班次。
- 乘車所需時間為5分鐘。
- 除了冬季外，星期六、假日和夏季時期會延長服務。
- 在2007年9月起，除了夏季外，逢星期二（假日的時候會變為翌日星期三）暫停服務。
- 吊車內沒有乘務員。

## 吊車
現時的車輛中，1號車的愛稱為「彥星」，2號車的愛稱為「織姬」。車身顏色與摩耶纜索線一樣，「織姬」的車身顏色是「海老茶」(■#773c30) ，「彥星」的車身顏色是「青苔色」(■#69821b) 。在2001年路線重開時使用第三代車輛。新吊車由安全索道和武庫川車輛製造。在2014年，「織姬」發生事故使吊車嚴重損毀，因此再次製造一架新的吊車。「織姬」的車輛已經第四代。第四代「織姬」在2014年由安全索道和阪神車輛維護製造，外觀與第三代的相同。在車內，照明與車內揚聲器都是來自第三代退役的車輛。由於新零件與第三代相同，因此相異的地方是製造銘牌和規格的內容。
第三代「彥星」和第四代「織姬」，當初的車窗邊沒有無塗裝，仍然是鋁邊。後來塗上了車身顏色。另外，第三代「彥星」頭燈最初是密封光束，後來改為白色LED。
在車站啟用時的第一代車輛，擁有圓潤的車身。車身底色是白色，車窗與周邊塗上了綠色，與神戶市巴士相似。前面是與神戶市巴士尾部相似的模樣。1號車的愛稱是「鈴風」、2號車的愛稱是「宗陽風」。
在1974年暫停營業前，一直使用第二代車輛。第二代車輛的1號車愛稱為「鈴風」，2號車愛稱為「宗陽風」。在路線重開時已經退役，截至2020年2月，1號車的車身成為了六甲有馬索道有馬溫泉站附近停車場的收費處。

## 歷史
- 1955年（昭和30年）7月12日 - 神戶市交通局奧摩耶索道摩耶站（現時：虹之站）至摩耶山上站（現時：星之站）開始營業。
- 1977年（昭和52年）7月1日 - 業務轉移至神戶市都市整備公社，成為公社的摩耶索道。
- 1995年（平成7年）1月17日 - 發生阪神大地震，使索道暫停服務。
- 2001年（平成13年）3月17日 - 摩耶索道線重開。車站改名為現名。
- 2013年（平成25年）1月1日 - 神戶市都市整備公社改名為神戶房屋及城市發展公社[2]。
- 2013年（平成25年）12月1日 - 由於翻新操作控制而暫停服務[1]。
- 2014年（平成26年）1月23日 - 吊車在試行中與月台相撞並損壞[1]。
- 2014年（平成26年）5月21日 - 索道重開。由於上述事故，因此只使用單邊吊車[1]。
- 2014年（平成26年）10月11日 - 受損的吊車製造了新吊車取代。

## 車站列表
- 虹之站 –  星之站

## 接續路線
- 虹之站：摩耶纜索線
- 星之站：六甲摩耶空中穿梭巴士（日语：六甲摩耶スカイシャトルバス）（六甲纜索線六甲山上站方向）、阪急巴士（日语：阪急バス）（阪急六甲方向）

## 注腳
1. 1 2 3 4  摩耶ロープウェー、5月から「片線運行」で再開 （页面存档备份，存于）（日語） Response，2014年4月17日）
2. ↑  「神戸すまいまちづくり公社」の誕生 （页面存档备份，存于）（日語） - 神戶房屋及城市發展公社，2013年8月4日參閲。

## 外部連結
- 摩耶View Line - 六甲、摩耶空中散歩 （页面存档备份，存于）（日語）